# Pedro Tragter
Pedro Tragter   (Epse, 10 de juliol de 1968) és un ex-pilot de motocròs neerlandès, Campió del Món de 125cc amb Suzuki el 1993.
Tragter començà a practicar de petit, amb el seu oncle Herman Tragter (antic pilot en categoria sènior). El 1981, a 12 anys, debutà en curses de motocròs amb una Kawasaki de 80 cc, iniciant una reeixida carrera en aquest esport que el portà a obtenir quatre tercers llocs finals al Mundial i un títol de Campió del Món. D'ençà del 2001 competeix en enduro, havent format part de l'equip neerlandès als ISDE del 2005, celebrats a Považská Bystrica (Eslovàquia). En aquesta disciplina ha guanyat dos Campionats dels Països Baixos de 125cc i ha obtingut dues medalles als ISDE.

## Palmarès al Campionat del Món de Motocròs
| Any  | Motocicleta | 250cc | 125cc |
| ---- | ----------- | ----- | ----- |
| 1987 | Honda       | -     | 6è    |
| 1988 | Honda       | -     | 3r    |
| 1989 | Suzuki      | -     | 13è   |
| 1990 | Suzuki      | -     | 7è    |
| 1991 | Suzuki      | -     | 3r    |
| 1992 | Suzuki      | -     | 3r    |
| 1993 | Suzuki      | -     | 1r    |
| 1994 | Suzuki      | -     | 3r    |
| 1995 | Suzuki      | 6è    | -     |
| 1996 | Suzuki      | 10è   | 24è   |
| 1997 | Honda       | 13è   | -     |